# Зброя масового ураження США
Зброя масового ураження США (англ. Weapons of mass destruction of the United States) — три види зброї масового ураження, що перебуває/перебувала на озброєнні Збройних сил США. За станом на 2020 рік Сполучені Штати володіли трьома видами зброї масового знищення: ядерною, хімічною та біологічною. США є єдиною країною, яка застосувала ядерну зброю проти іншої країни, коли підірвала дві атомні бомби над двома японськими містами Хіросіма та Нагасакі під час Другої світової війни. Протягом 1940-х років вона таємно розробила найпершу форму атомної зброї у так званому «Мангеттенському проєкті». США стали піонерами в розробці як ядерних, так і водневих бомб (остання включає ядерний синтез). Вона була першою і єдиною у світі ядерною державою протягом чотирьох років, з 1945 по 1949 рік, коли Радянський Союз виготовив власну ядерну зброю. На 2020 рік США володіють другою за кількістю ядерною зброєю у світі після Російської Федерації.

## Історія

### Ядерна зброя
Сполучені Штати є єдиною країною у світі, яка застосовувала ядерну зброю у реальних бойових умовах. Ця зброя двічі застосовувалася проти Японії під час Другої світової війни під час атомного бомбардування Хіросіми та Нагасакі. 6 серпня 1945 року США підірвали уранову бомбу «Малюк» над японським містом Хіросіма, еквівалентом близько 15 кілотонн тротилу, вбивши приблизно 70 000 людей, серед них 20 000 японських комбатантів і 20 000 корейських рабів і знищивши майже 50 000 будівель (включаючи штаб 2-ї загальної армії та 5-ї дивізії). Через три дні, 9 серпня, США атакували Нагасакі з використанням плутонієвої бомби «Товстун» із вибухом, еквівалентним приблизно 20 кілотон тротилу, знищивши 60 % міста та вбивши приблизно 35 000 людей, з них 23 200–28 200 японських працівників на виробництві боєприпасів, 2 000 корейських рабів і 150 японських комбатантів.
Після завершення Другої світової війни США провели широку програму ядерних випробувань. За офіційними даними, в період з 1945 по 1992 рік американці здійснили 1054 випробування. Точна кількість підірваних ядерних пристроїв достеменно невідома, оскільки деякі випробування включали кілька пристроїв, тоді як деякі не вибухнули або були розроблені, щоб не викликати ядерний вибух. Останнє ядерне випробування США було проведено 23 вересня 1992 року; США підписали, але не ратифікували Договір про всеосяжну заборону ядерних випробувань.
На початок XXI століття ядерний арсенал США зосереджено у трьох областях:
- Міжконтинентальні балістичні ракети наземного базування, або МБР;
- Балістичні ракети морського базування на атомних підводних човнах (БРПЧ);
- Ядерна зброя повітряного базування на стратегічних бомбардувальниках ПС США.

США, що згідно з Договором про нерозповсюдження ядерної зброї, є однією з п'яти «держав, що володіють ядерною зброєю», який США ратифікували в 1968 році. 13 жовтня 1999 року Сенат США відхилив ратифікацію Договору про всеосяжну заборону випробувань, хоча в 1963 році США раніше ратифікували Договір про часткову заборону випробувань. Однак США не випробовували ядерну зброю з 1992 року, хоча вони випробовували багато неядерних компонентів і розробили потужні суперкомп'ютери для повторення знань, отриманих під час іспитів, без проведення фактичних випробувань.
На початку 1990-х років США припинили розробку нової ядерної зброї і спрямували більшу частину своїх зусиль на управління ядерними запасами, підтримання та демонтаж свого старіючого арсеналу. У 2003 році адміністрація Джорджа Буша вирішила зайнятися дослідженнями нового покоління малогабаритної ядерної зброї, особливо «пенетраторів». Бюджет, ухвалений Конгресом США у 2004 році, скасував фінансування деяких із цих досліджень, у тому числі зброї, що руйнує бункери або проникає в землю.

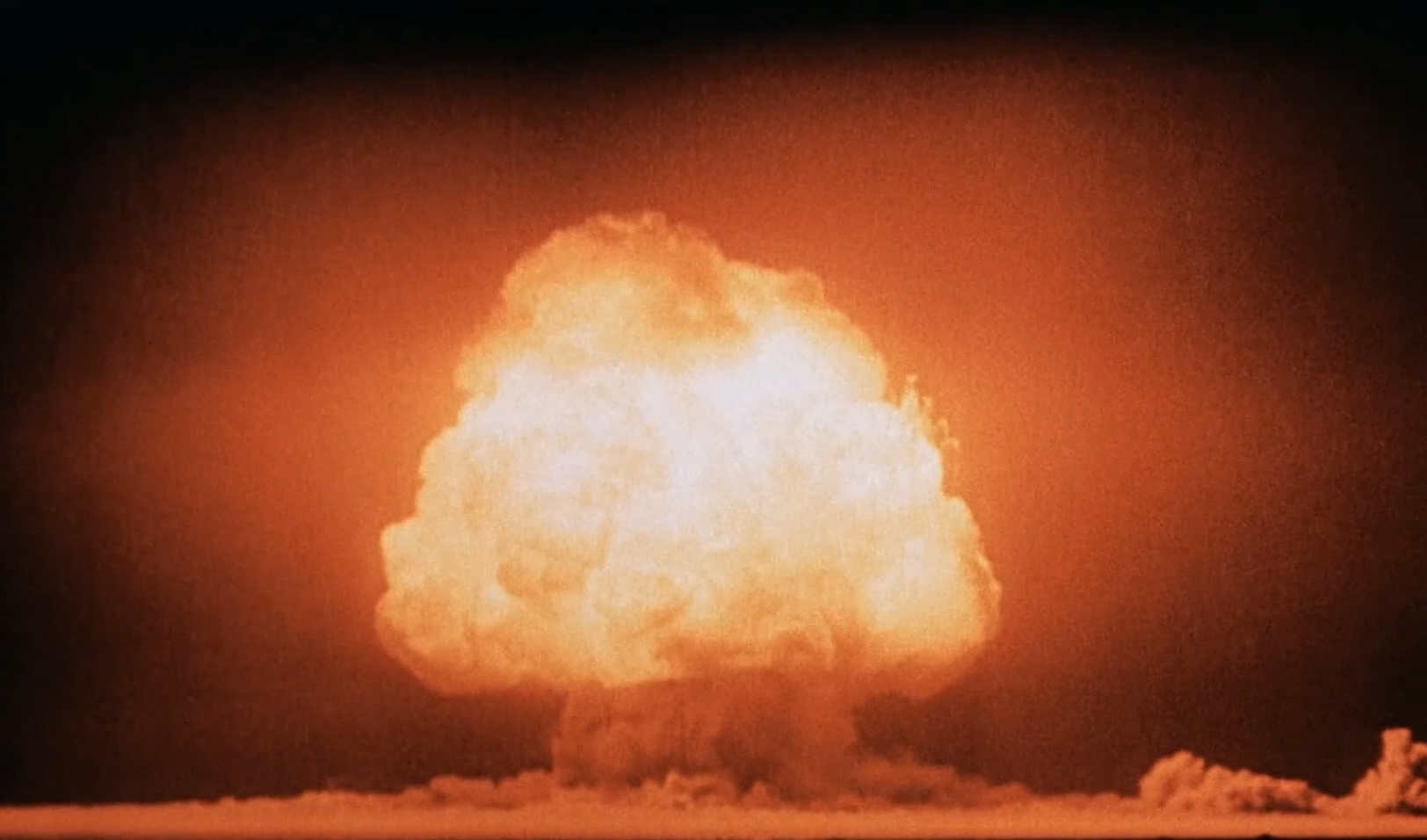
Випробовування «Триніті» поблизу Аламоґордо в рамках Мангеттенського проєкту — перше у світі випробування атомної зброї. 16 липня 1945

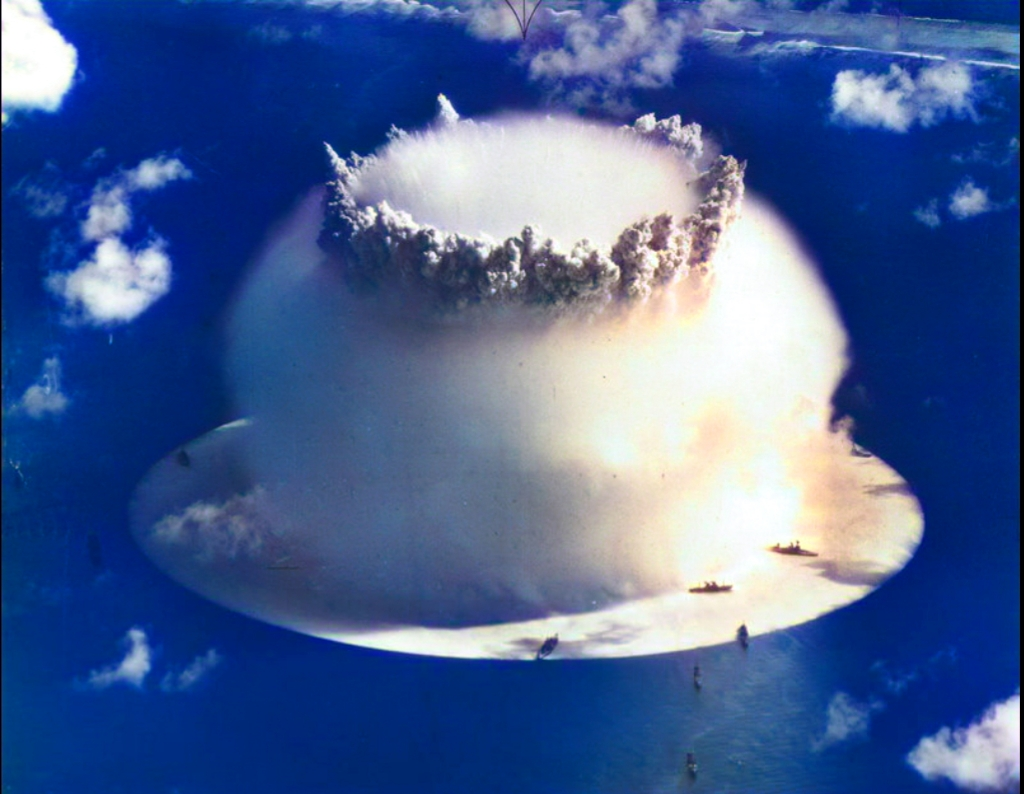
Операція «Кросроудс» — перший в історію світу підводний ядерний вибух. 25 липня 1946

Точну кількість ядерної зброї, якою володіють США, важко визначити. Різні договори та організації мають різні критерії для звітування про ядерну зброю, особливо ту, що зберігається в резерві, а також про ту, що демонтується або будується: у своїй декларації до Договору про скорочення стратегічних озброєнь (СНО) за 2003 рік США перерахували 5968 розгорнутих боєголовок, як визначено правилами СНО.
Станом на 30 вересня 2009 року загальна кількість ядерних боєголовок становила 5113 штук, згідно з інформаційним бюлетенем США, опублікованим 3 травня 2010 року.
У 2002 році США і Росія домовилися в договорі SORT скоротити свої розгорнуті запаси до не більше ніж по 2200 боєголовок кожна. У 2003 році США відхилили пропозиції Росії щодо подальшого скорочення ядерних запасів обох країн до 1500 одиниць кожна. У 2007 році США вперше за 15 років побудували нові боєголовки. Вони замінили деякі застарілі боєголовки в рамках програми оновлення Minuteman III. У 2007 році перші ракети Minuteman III були зняті з експлуатації в рамках скорочення. Загалом кількість арсеналів і систем розгортання продовжує скорочуватися відповідно до умов Нового договору СНО.
Уряд США вирішив не підписувати Договір ООН про заборону ядерної зброї, зобов'язуючу угоду для переговорів щодо повної ліквідації ядерної зброї, яку підтримали понад 120 країн.
Станом на початок 2019 року понад 90 % із 13 865 одиниць ядерної зброї у світі належали США і Росії. Росія має найбільшу кількість ядерних боєголовок — 5977, тоді як США — 5428 боєголовок.

#### Наземний компонент
На 2023 рік ПС США експлуатують 400 міжконтинентальних балістичних ракет Minuteman III, розташованих переважно в північних штатах Скелястих гір і Дакоті. У 2005 році ракети «Піскіпер» були зняті з озброєння. Усі ракети Minuteman II були знищені відповідно до договору СНО, а їхні стартові шахти підірвали, а потім продані громадськості за умовами СНО-2. Метою США згідно з договором SORT було скоротити кількість боєголовок із 1600 боєголовок, розгорнутих на понад 500 ракетах у 2003 році, до 500 боєголовок на 450 ракетах у 2012 році. Перші Minuteman III почали скорочувати згідно з цим планом у 2007 році, водночас боєголовки, встановлені на Minuteman III, почали модернізувати з менших W62 до більших W87, шляхом переустановки зі знятих з експлуатації ракет «Піскіпер».

#### Повітряний компонент
Повітряні сили США мають у своєму розпорядженні потужний флот стратегічних бомбардувальників — носіїв ядерної зброї з 36 B-52 Stratofortress і 13 B-2 Spirit. До 2007 року всі 64 B-1 були переобладнані для використання виключно у звичайному режимі, тому не вважаються ядерними платформами.
На додаток до цього, американські військові також можуть розгортати тактичну ядерну зброю за допомогою крилатих ракет або звичайних винищувачів-бомбардувальників. У США є близько 400 ядерних гравітаційних бомб, які можна використовувати на літаках типу F/A-18 «Горнет», F-15E, F-16, F-22 і F-35. Близько 350 із цих бомб розміщено на семи авіабазах у шести європейських країнах НАТО, з них 180 тактичних ядерних бомб B61 підпадають під угоду про концепцію політики «ядерного стримання».

#### Морський компонент
Військово-морські сили США наразі мають 18 підводних човнів типу «Огайо», з яких 14 є підводними човнами, озброєні балістичними ракетами. Кожен підводний човен має на борту максимум 24 балістичні ракети «Трайдент» II. Приблизно 12 американських ударних підводних човнів були обладнані для запуску ядерних ракет «Томагавк», але цю зброю було знято з експлуатації у 2013 році.
Кількість розгорнутих і нерозгорнутих БРПЧ на ПЧАРБ типу «Огайо» станом на 2018 рік становила 280 одинць, з яких 203 БРПЧ перебували в стані постійної бойової готовності.

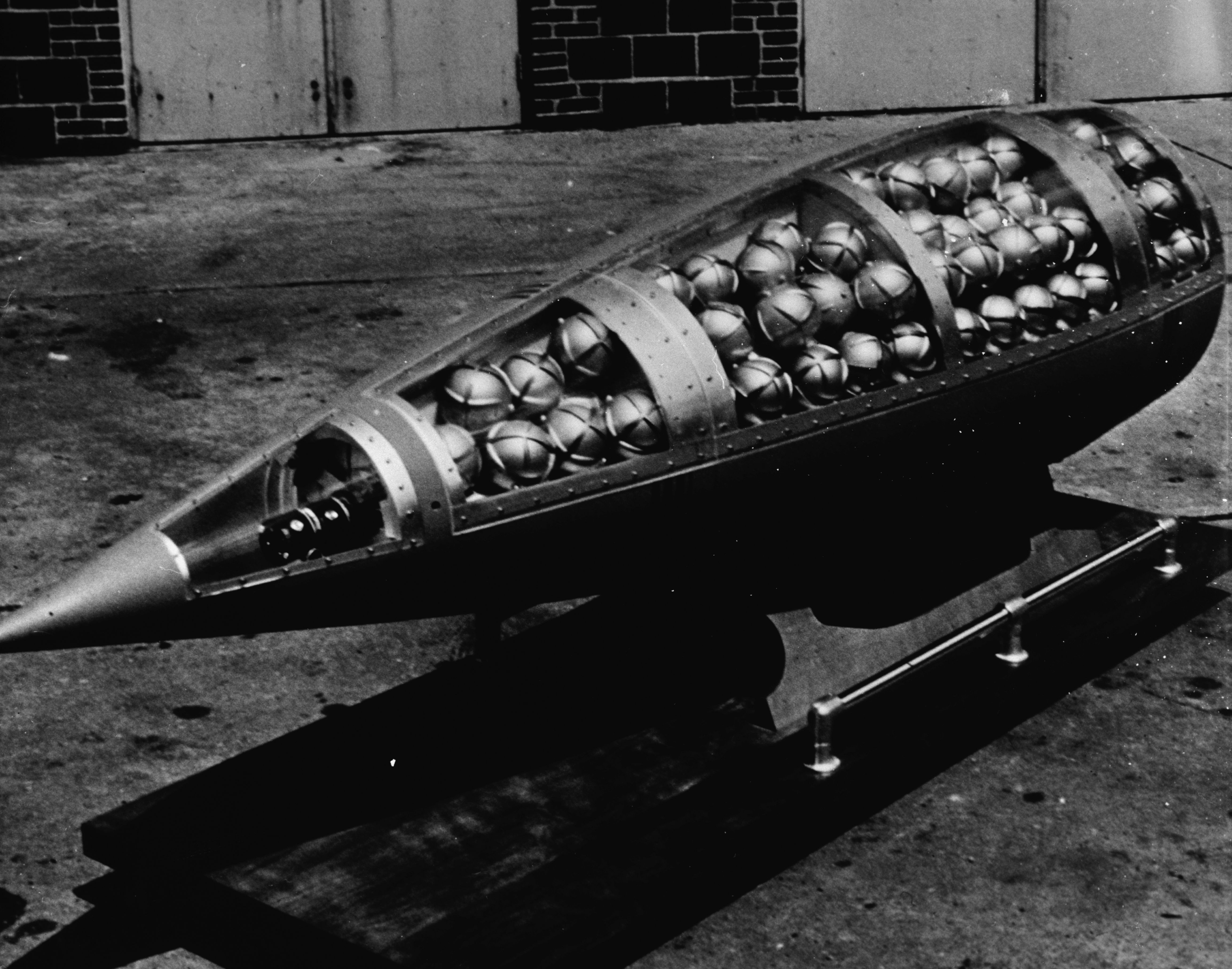
Боєголовка твердопаливної балістичної ракети MGR-1 «Онест Джон» з демонстрацією суббоєприпасів M134 з зарином (1960)

### Хімічна зброя
Розроблення Сполучених Штатів хімічної зброї почалося в 1917 році під час Першої світової війни зі створенням Відділу газової служби армії США. Загалом американська хімічна промисловість виробила 5770 метричних тонн цієї зброї, включаючи 1400 метричних тонн фосгену та 175 метричних тонн іприту. Це становило приблизно 4 % від загального обсягу хімічної зброї, виробленої в ході цієї війни, і лише трохи більше 1 % від найефективнішої хімічної зброї той епохи, гірчичного газу. До речі, американські війська зазнали менше 6 % втрат від газу.
Роботи над хімічною зброєю завершилися через 73 роки в 1990 році, коли країна практично прийняла Конвенцію про хімічну зброю. Знищення запасів хімічної зброї почалося в 1985 році і триває досі. Медичний науково-дослідний інститут хімічного захисту армії США (USAMRICD) на Абердинському випробувальному полігоні, штат Меріленд, продовжує працювати.
У 1993 році США підписали Конвенцію про хімічну зброю, яка вимагала знищити всю хімічну зброю, системи застосування та об'єкти з виробництва хімічної зброї до 2012 року. І Росія, і США пропустили продовжений термін Конвенції знищити всю свою хімічну зброю у квітні 2012 року. За умовами договору США знищили 89,75 % початкових запасів нервово-паралітичних та іпритних речовин вагою майже 31 100 метричних тонн. Знищення хімічної зброї було відновлено в 2015 році з очікуваним завершенням до 2023 року. Останній запас в країні знаходиться на військовому складі Блю-Грасс (BGAD) у Кентуккі.

### Біологічна зброя
Програма біологічної зброї США офіційно розпочалася навесні 1943 року за наказом президента США Франкліна Рузвельта. Дослідження тривали після Другої світової війни, оскільки США створили великі запаси біологічних агентів і носіїв цієї зброї. Протягом своєї 27-річної історії завдяки цієї програмі американські збройні сили дослідили, прийняли на озброєння та накопичили сім типів основних біоагентів (і проводила фундаментальні дослідження багатьох інших).

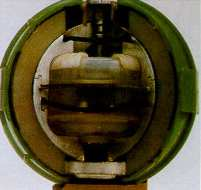
Суббоєприпас E120 з біологічними агентами, розроблений до ратифікації США Конвенції про біологічну зброю

Протягом всього часу досліджень та випробувань програма США з біозброї трималася у таємниці. Пізніше було виявлено, що лабораторні та польові випробування (деякі з останніх з використанням імітаторів на особах, які на це не давали згоди) були звичайною практикою. Офіційна політика Сполучених Штатів полягала, по-перше, у стримуванні використання біологічної зброї проти американських військ, а вдруге — у помсті противникові, якщо стримування не вдасться.
У 1969 році президент Річард Ніксон припинив усі наступальні (тобто необоронні) аспекти програми розроблення біологічної зброї США. У 1975 році США ратифікували Женевський протокол 1925 року та Конвенцію про заборону біологічної зброї (КБТЗ) 1972 року — міжнародні договори, що забороняють будь-які форми й методи ведення біологічної війни. Однак нещодавні програми біозахисту США викликали занепокоєння щодо того, що США можуть проводити дослідження, заборонені ООН.